# イーゾラ・ヴィチェンティーナ
イーゾラ・ヴィチェンティーナ（伊: Isola Vicentina）は、イタリア共和国ヴェネト州ヴィチェンツァ県にある、人口約10,000人の基礎自治体（コムーネ）。

## 地理

### 位置・広がり

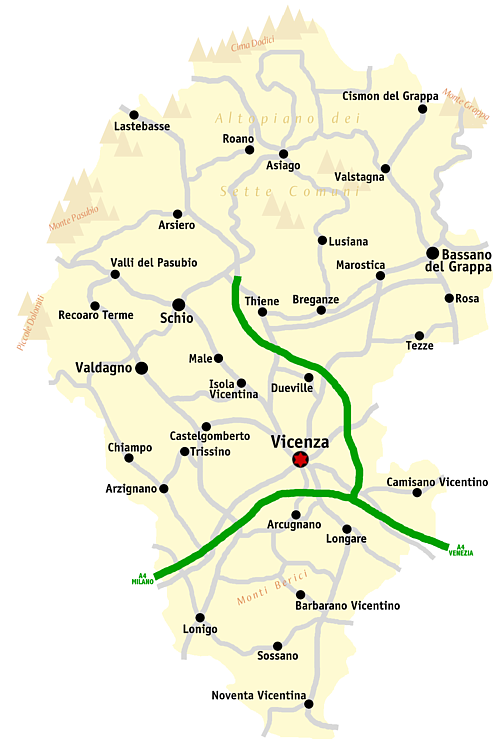
ヴィチェンツァ県概略図

#### 隣接コムーネ
隣接するコムーネは以下の通り。
- カルドーニョ
- カステルゴンベルト
- コルネード・ヴィチェンティーノ
- コスタビッサーラ
- ソヴィッツォ
- マーロ
- ヴィッラヴェルラ

### 気候分類・地震分類
気候分類では、zona E, 2479 GGに分類される。
また、イタリアの地震リスク階級 (it) では、zona 2 (sismicità media) に分類される。

## 行政

### 分離集落
イーゾラ・ヴィチェンティーナには、以下の分離集落（フラツィオーネ）がある。
- Castelnovo, Ignago, Torreselle

## 姉妹都市
- ミュールハウゼン（ドイツ語版）、ドイツ 1998年
- Marau、ブラジル 2012年